# Monts Usambara
Les monts Usambara forment une chaîne de montagnes située dans le nord-est de la Tanzanie, dans l'arrière-pays de la ville côtière de Tanga. Longue de 110 kilomètres environ, large de 30 à 60 kilomètres et culminant à 2 290 mètres d'altitude, la chaîne est accessible depuis la ville de Lushoto située à l'ouest et d'Amani située au sud-est.
Les monts Usambaras sont formés de deux chaînes de montagnes : l'Usambara occidental et l'Usambara oriental. Cette dernière chaîne, la moins élevée des deux, est la plus proche de la côte de l'océan Indien et reçoit donc plus de précipitations. Ces pluies ont permis l'établissement d'une forêt tropicale, cas assez singulier en Afrique de l'Est car on retrouve ce type de formation végétale plutôt dans le centre du continent. Considérée comme d'une grande importance d'un point de vue écologique car abritant de nombreuses espèces endémiques, cette région fait l'objet de mesures de conservation qui passent par l'établissement de zones protégées de plus en plus nombreuses grâce aux financements du gouvernement tanzanien, d'équipes de chercheurs associées à des organisations non gouvernementales et de pays donateurs comme la Norvège.
La région alentour fut parmi les premières de l'Afrique de l’Est à être colonisée par des fermiers européens en 1902 du temps de l'Afrique orientale allemande. La ville voisine d'Amani fut un lieu de vacances prisé des Allemands durant la période coloniale. De nombreux versants sont utilisés pour la production de café, de sisal, de thé et de quinquina et les zones marécageuses des collines sont utilisées pour la riziculture.

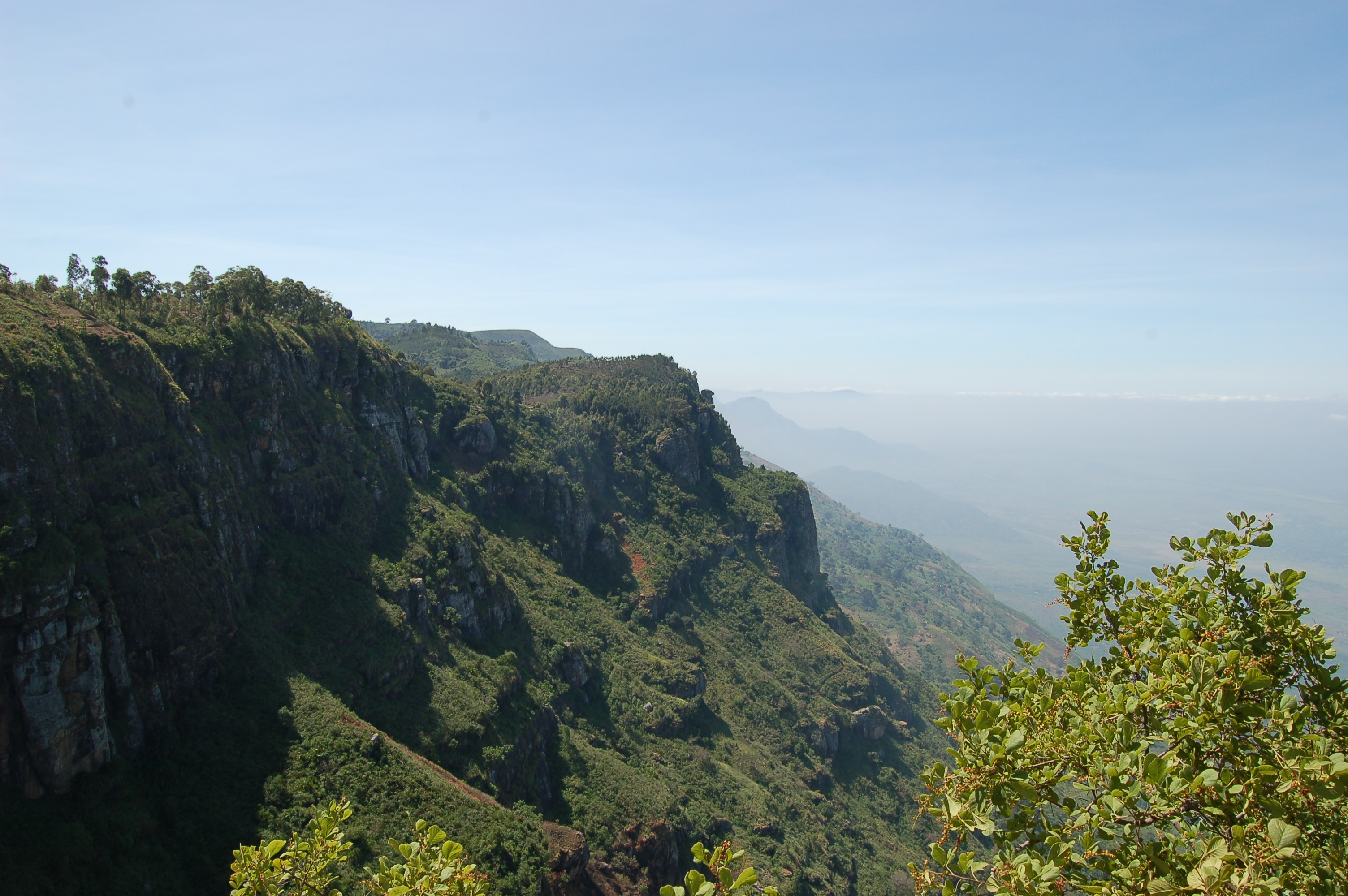
Vue d'un versant des monts Usambara.

## Référence
- (en) Cet article est partiellement ou en totalité issu de l’article de Wikipédia en anglais intitulé « Usambara Mountains » (voir la liste des auteurs).